# Zonguldak (province)
La province de Zonguldak est une des 81 provinces (en turc : il, au singulier, et iller au pluriel) de la Turquie.
Sa préfecture (en turc : valiliği) se trouve dans la ville éponyme de Zonguldak.

## Géographie
Sa superficie est de 3 481 km2.

## Population
Au recensement de 2015, la province était peuplée d'environ 595 907 habitants, soit une densité de population d'environ 172 hab./km².
| 2000    | 2001    | 2002    | 2003    | 2004    | 2005    | 2006    | 2007    | 2008    |
| ------- | ------- | ------- | ------- | ------- | ------- | ------- | ------- | ------- |
| 630 323 | 629 346 | 627 407 | 625 114 | 622 912 | 620 744 | 618 500 | 615 890 | 619 151 |

| 2009    | 2010    | 2011    | 2012    | 2013    | 2014    | 2015    | 2016    | 2017    |
| ------- | ------- | ------- | ------- | ------- | ------- | ------- | ------- | ------- |
| 619 812 | 619 703 | 612 406 | 606 527 | 601 567 | 598 796 | 595 907 | 597 524 | 596 892 |

| 2018    | 2019    | 2020    | 2021    | 2022    | 2023    | - | - | - |
| ------- | ------- | ------- | ------- | ------- | ------- | - | - | - |
| 599 698 | 596 053 | 591 204 | 589 684 | 588 510 | 591 492 | - | - | - |

## Administration
La province est administrée par un préfet (en turc : vali)

## Subdivisions
La province est divisée en 6 districts (en turc : ilçe, au singulier) : Alaplı, Çaycuma, Devrek, Gökçebey, Karadeniz Ereğli et Zonguldak.

## Points d'intérêt
Ilıksu, Kapuz, plages de Göbü, forêt de Sovereignty, montagne de Göldağı, Plateau, Kocaman, Bostanözü, Çamlık, Baklabostan, forêt de Gürleyik, Cumayanı, Kızılelma, grottes de Mencilis.

### Héraclée du Pont
Le musée Ereğli, dans le village de Ereğli, est le seul musée de Zonguldak.
Ereğli Héraclée du Pont, a été fondée au VIe siècle av. J.-C. par les Mariandyniens, successeurs des Phrygiens. L'important port commercial (emporion), tire son nom du célèbre héros mythique Hercules (Heracles). La ville a conservé son importance pendant les périodes des empires romain, byzantin, seldjouk et ottoman. Les ruines historiques importantes dans la région comprennent les ruines de la vallée de l'Acheron, où se trouvent les cavernes de Cehennem Ağzı, ainsi que les ruines hellénique, romaine, byzantine et ottomane, le château d'Ereğli, le palais d'Heracles, la tour du phare de Çeştepe, les citernes d'eau byzantines, le mausolée de Krispos, l'Église byzantine et le manoir Halil Paşa.

### Plages
De nombreuses plages naturelles et de sable peuvent être trouvées le long d'un tronçon de 80 km de la côte. À partir de l'est, ces plages incluent: Sazköy, Filyos, Türkali, Göbü, Hisararkası, Uzunkum, Tersane, Kapuz, Karakum, Değirmenağzı, Ilıksu, Kireçlik, Armutçuk, Ereğli (Mer Noire), Mevreke, Alaplı et Kocaman.

### Promenades
Les arrondissements* de la ville sont utilisés comme zones récréatives quotidiennes pour les randonnées de loisirs par les habitants de la région. Les arrondissements* sont des lacs artificiels destinés à fournir de l'eau potable ou à d'autres fins industrielles. Ces arrondissements* sont: le lac Dam de Ulutan au centre, le lac Kızılcapınar Dam et le lac Gülüç Dam à Ereğli, l'étang Dereköy à Çatalağzı et l'étang Çobanoğlu (18 ha) à Karapınar.

### Cascades
Les chutes d'eau les plus importantes de la ville sont: Harmankaya au site du Centre Kokaksu, Değirmenağzı au bourg de Kozlu et les chutes d'eau de Güneşli à Ereğli, et leurs environs sont également utilisés pour la randonnée.